# Eligio Echagüe
Eligio Silvestre Echagüe Delgado (31 de dezembro de 1938 — 6 de dezembro de 2009) é um ex-futebolista paraguaio que atuava como defensor.

## Carreira
Eligio Echagüe fez parte do elenco da Seleção Paraguaia de Futebol, na Copa do Mundo de  1958.